# Източнохерцеговински диалект
Източнохерцеговинският диалект (Источнохерцеговачки дијалекат) е щокавски диалект на сърбохърватския, говорен традиционно в големи части от Босна и Херцеговина, Хърватия, Сърбия и Черна гора. Той заляга в основата на сърбохърватската, сръбската, хърватската, бошняшката и черногорската книжовна норма.